# Storia dello Sportklub Rapid
(Da FIFA Classic Clubs, FIFA)
La storia dello Sportklub Rapid Wien, club della città di Vienna, si estende per oltre 100 anni. Fondata nel 1899, la squadra dalle divise bianco-verdi è la più vincente a livello di campionato nazionale in Austria, e la seconda assoluta per titoli ufficiali conquistati. Occupa la seconda posizione nella tabella perpetua della Bundesliga (1974-oggi), e la prima assoluta nella tabella del campionato austriaco dal 1911.

## I primi anni

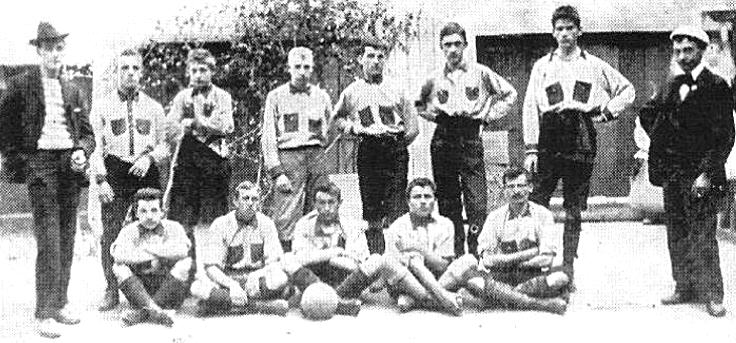
La prima formazione dell'Arbeiter

Siamo nel maggio del 1898: mentre in tutto l'Impero si preparano i festeggiamenti per il 50º anniversario di regno di Francesco Giuseppe, a Vienna un gruppo di amici decide di dare vita alla prima squadra di calcio per lavoratori. Il calcio era già uno sport diffuso in Austria, Ungheria e Boemia, ma era riservato soprattutto alle persone di ceto più alto e ai residenti stranieri. Nel 1894 erano nate le prime società di calcio viennesi, il First Vienna Football Club e il Vienna Cricket and Football-Club, quest'ultima squadra dei residenti inglesi. Il Rapid nasce come 1. Wiener Arbeiter Fußball-Club, e solo un anno dopo adotterà la denominazione attuale. Il 5 maggio 1898 il Neues Wiener Abendblatt scrive:
(Neues Wiener Abendblatt, 5 maggio 1898)
Primo terreno di gioco fu lo Schmelzer Exerzierfeld, vicino alla caserma Radetzky, mentre a J. Kailich spettò l'onore di essere il primo capitano della squadra. La divisa da gioco era rossa e blu, ancora oggi usata come divisa da trasferta. La prima partita giocata in assoluto fu un'amichevole contro i Meidlinger Vorwärts, terminata 1-1. L'esordio in una competizione ufficiale avvenne di lì a poco, nel Torneo organizzato nel quadro dei festeggiamenti per il giubileo del Kaiser.
L'Arbeiter, che era ancora una squadra inesperta, venne travolta dal Wiener AC per 20-0, e in 19 partite riuscì ad ottenere solo una vittoria (4-1 contro il Vindobona) chiudendo con un risultato di quattro sole reti segnate e ben 75 subite. La situazione era disperata, tanto che nel gennaio del 1899 venne indetta una riunione per discutere la situazione della squadra. L'8 gennaio nasceva così, dopo numerose discussioni, lo Sportclub Rapid. Nel 1900 nacque la prima Federazione calcistica austriaca, ovvero la Fußball-Union, che organizzò il primo campionato nazionale. Il Rapid competeva in seconda divisione (2. Klasse). L'anno successivo il Rapid giocò la sua prima partita internazionale contro il Prager Austria, pareggiando 1-1. Le spese per il viaggio ammontarono a 108 corone, una cifra per l'epoca piuttosto importante.
Nella stagione 1902/03 fu promosso in prima divisione (1. Klasse) dopo uno spareggio vinto contro il Deutscher SV (3-0). Il 14 marzo 1903 venne inaugurato il nuovo campo di gioco a Rudolfsheim, con una sconfitta contro il Graphia. Nel 1907 arrivarono le prime tribune e pure la prima sede ufficiale del club. Uno dei primi idoli, nonché il giocatore più rappresentativo di questo periodo fu sicuramente Josef Schediwy (morto prigioniero in Russia durante la prima guerra mondiale) , perfetta incarnazione dello stile di gioco talentuoso e tecnico che i biancoverdi hanno mantenuto come marchio di fabbrica fino ad oggi.

## Dall'Impero all'Austria moderna
Nel 1910 viene presentato il progetto del primo stadio, il Pfarrwiese o Rapidplatze, che sarà la casa dei biancoverdi per i successivi 70 anni. Capace, al momento dell'inaugurazione, di 4.000 spettatori, ospita le gare del Rapid che nel 1911-1912 prende parte al primo campionato austriaco di calcio ufficialmente riconosciuto. Con 15 vittorie, 1 pareggio e 4 sconfitte, i grün-weiß precedono di un solo punto – 31 a 30 – il Wiener SC, mentre nella stagione successiva (1912-1913 il titolo arriva con un margine più rassicurante, + 6 sul Wiener AF e con Richard Kuthan capocannoniere con 17 goals). Nel 1913-1914 la squadra arriva a pari punti con il Wiener AF, ma il titolo va a questi ultimi, favoriti dalla differenza reti; e l'anno dopo – con il campionato interrotto a metà stagione per lo scoppio della guerra – sarà solo terzo posto. Nei primi due tornei di guerra il Rapid centra altrettante vittorie, solo nel 1917-1918 lascia il titolo al Floridsdorfer AC – ancora una volta per differenza reti – ma ormai, la guerra è agli sgoccioli. Sulle ceneri dell'antico impero asburgico nasce la Repubblica austriaca.
Gli effetti politici della sconfitta sono enormi, ma lo sport non sembra risentirne: l'Austria era stata del resto l'unico Paese belligerante a non interrompere i campionati in tempo di guerra, e con la pace il calcio trova ancora più spazio. Il Rapid vince subito tre titoli consecutivi, dal 1918 al 1920: gli artefici di queste vittorie sono, in primis, l'allenatore Dionys Schönecker, il capitano Richard Kuthan, Edi Bauer ed il grande Josef Uridil. Il Rapid ottiene anche la Coppa d'Austria nel 1918-1919 e nel 1919-1920. Sempre in questi anni nasce il "mitico" Rapidviertelstunde (prima menzione scritta nel 1918, ma già in voga dal 1913), con cui i tifosi accompagnano la squadra – indipendentemente dal risultato – nel quarto d'ora conclusivo delle partite. Gli anni venti segnano la crescita esponenziale del tifo in Austria e lo stadio viene ampliato fino a contenere 20.000 spettatori (1921). Ma a Vienna esisteva un altro grande stadio, lo Hohe Warte (40.000 spettatori), utilizzato – anche dal Rapid – per gli incontri internazionali.

## L'epoca dorata del calcio austriaco

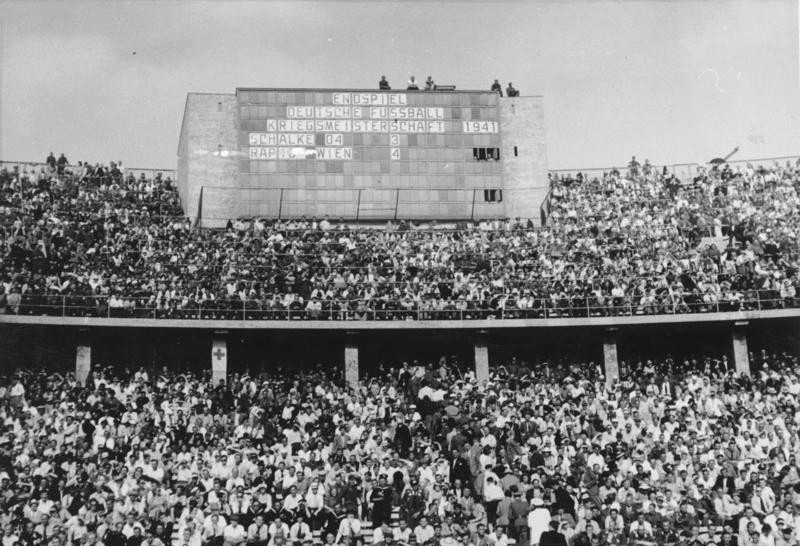
Finale per il titolo tedesco 1941, Rapid-Schalke

Con l'avvento del professionismo – nel 1924 in Austria viene fondata la prima lega professionistica extrabritannica, la Wiener Fußball-Verband – il club conosce un periodo di involuzione. Coincide con il primo titolo degli arcirivali dell'Austria Vienna, e termina solo con il titolo del 1928-1929. Ma già prima, nel 1927, era nata la competizione di maggior fascino che caratterizzò tutti gli anni trenta del calcio europeo: la Coppa dell'Europa Centrale. Le squadre austriache prenderanno parte a tutte le edizioni fino all'Anschluss (1938) e spesso da protagoniste: si qualificavano le vincitrici del campionato e della Coppa d'Austria. Il Rapid vi debuttò subito, dopo la vittoria della coppa con un 3-0 in finale all'Austria Vienna e, dopo le vittorie su Hajduk Spalato e Slavia Praga, si ritrovò in finale contro l'altro sodalizio della capitale cecoslovacca, lo Sparta. A Praga, una rovinosa sconfitta per 2-6 consegnò virtualmente la coppa allo Sparta, nonostante ciò i biancoverdi profusero notevole impegno nel retour-match ottenendo un'onorevole vittoria per 2-1.
Qualificato di diritto all'edizione del 1928, come finalista della precedente, il Rapid giunse ancora all'appuntamento decisivo, contro gli ungheresi del Ferencváros, dagli identici colori bianco-verdi. Nella finale di andata, a Budapest, arrivò un'altra sconfitta (1-7), solo parzialmente riscattata da un 5-3 nel ritorno a Vienna. Nel torneo 1929 l'avventura terminò anzitempo, con l'eliminazione in semifinale ad opera di un'altra squadra di Budapest, l'Újpest, futuro campione. Bisogna perciò aspettare il 1930 per vedere gli Hütteldorfer sul trono d'Europa: in una stagione che porta in bacheca anche il 10º titolo nazionale, il club viennese elimina Genova 1893 e Ferencváros sulla strada per la finale con lo Sparta Praga, sconfitto a sua volta 2-0 in casa e capace di rimontare solo parzialmente a Vienna (2-3). I biancoverdi diventano così la prima squadra austriaca capace di ottenere una consacrazione a livello internazionale. Da ricordare che, nello stesso 1930, due vittorie "speciali" arricchiscono il libro dei record del club: il 17-0 allo Sportklub Neubau in Coppa d'Austria, che rappresenta a tutt'oggi la vittoria più larga nella competizione, e il 16-2 rifilato nell'amichevole del 22 giugno ai bi-campioni olandesi in carica dell'Ajax.
Dopo tante vittorie si apre un periodo di mediocrità. Bisognerà aspettare cinque anni prima di poter festeggiare un altro titolo nazionale e, nel frattempo, ad Hütteldorf arriva un giocatore destinato a fare la storia: è Franz "Bimbo" Binder, prelevato dal St. Pölten. In una lunghissima carriera segnerà più di 1.000 gol, gran parte dei quali con la divisa bianco-verde. Dal 1931 al 1935 un altro grandissimo giocatore indossa la maglia bianco-verde : Josef Bican, il calciatore ad aver fatto più gol nella storia in competizioni ufficiali (805). In quegli anni il dominio del Rapid non è totale solo per merito di tre squadre altrettanto valide: First, Admira ed Austria Vienna, conquistatrice della Mitropa nel 1933 e nel 1936. È l'"età aurea" del calcio austriaco: finirà con l'Anschluss del marzo 1938, che riduce il Paese a provincia del Reich tedesco. A livello calcistico, questo significò la fine del campionato e della Nazionale austriaci: entrambi confluirono nelle omologhe strutture tedesche. A quel tempo il campionato in Germania era suddiviso in vari gruppi interregionali, i cui vincitori disputavano le finali per il titolo di Großdeutschen Meister ("Campione della Grande Germania"). Le squadre austriache diedero pertanto vita alla Gauliga Ostmark.
Nel 1939-1940 la squadra vince la prima Gauliga e si qualifica per i play-off nazionali. Finirà terza, dopo essere stata eliminata in semifinale dal fortissimo Dresdner SC (1-2) e aver vinto la "finalina" per la medaglia di bronzo. L'anno dopo, nuovamente vincitori della Gauliga, i grün-weiß si qualificano per il primo turno del campionato nazionale, vincendo il raggruppamento e accedendo nuovamente alle semifinali, dove ritrovarono a distanza di un anno il Dresdner. Fu sempre 2-1, ma stavolta fu il Rapid ad andare in finale, grazie alla doppietta di Franz Binder. La finalissima si tenne il 22 giugno 1941 all'Olympiastadion di Berlino davanti a 100.000 spettatori: avversario lo Schalke 04, dominatore di quegli anni. Dopo un'ora di gioco, la squadra della Ruhr conduceva già per 3-0 e non sembravano esserci speranze per gli austriaci, ma Franz Binder realizzò una tripletta – fallì anche un rigore – e, grazie anche alla rete di Schors, permise al Rapid di ribaltare la situazione, vincendo per 4-3 ed aggiudicandosi quindi la Viktoria-Pokal, simbolo del titolo tedesco: prima ed unica squadra austriaca a centrare tale impresa. Ma già in precedenza vi era stato un grande successo del club che si era aggiudicato la Tschammer-Pokal nel 1938. La finale dell'Olympiastadion fu di rara intensità: il FSV Francoforte conduceva 1-0 fino all'80' poi, nel Rapidviertelstunde, accade di tutto, e finisce 3-1 per i viennesi, che portano per la prima volta in Austria un trofeo tedesco, grazie alle reti di Schors, Hofstätter e Binder. La data della mitica "prima volta" è l'8 gennaio 1939.

## La guerra e la ripresa
Con il 1943 la guerra inizia a farsi difficile per la Germania. Il calcio va avanti, ma molti giocatori sono costretti ad arruolarsi nella Wehrmacht. Nella stagione 1944-1945, con la sconfitta ormai prossima, il campionato viene interrotto: non era mai successo in Austria. Dopo la vittoria alleata, il Paese riacquista l'indipendenza da Berlino e la ÖFB, prontamente ricostituita, ripristina campionato e coppa nazionale per il 1945-1946. Per la società di Hütteldorf è un periodo difficile, ma è ancora Binder, per tutti der Kapitän, a dare la scossa nella partita più importante, la finale di Coppa d'Austria contro il First Vienna, con la doppietta del 2-1 finale.
Nel primo campionato del dopoguerra la squadra supera di un punto l'Austria Vienna, conquistando il double. In quegli anni il pubblico era davvero appassionato tanto che, nel 1949-1950, si avrà il record di spettatori per gara, ben 26.077, cifre mai più toccate in Austria. Il dominio del Rapid prosegue con la vittoria del campionato 1947-1948. Nel 1949 si festeggia il cinquantenario: ben 23 i trofei conquistati (16 campionati austriaci, 1 campionato tedesco, 4 Coppe d'Austria, 1 Coppa di Germania e la Coppa dell'Europa Centrale 1930), il club si concede una tournée internazionale che, passando per Sicilia ed Egitto, si conclude in Brasile (sede del Mondiale dell'anno successivo), con ben 10 amichevoli di lusso – tra cui un 7-2 all'Atlético Paranaense – prima del ritorno in Austria. In campionato l'Austria Vienna avrà la meglio, ma già nel 1950-1951 il club è sugli scudi per la 17ª volta, al termine di una stagione caratterizzata da grandi vittorie – 11-2 al LASK Linz, 12-1 allo Sturm Graz, 9-0 al First Vienna e 7-5 nel derby davanti a 53.000 spettatori – con 133 gol fatti in 24 partite, per una media di 5.54 gol per partita.
Sempre nel 1951, e per la prima volta dal 1940, si gioca la Mitropa: è una competizione ristretta denominata Zentropa Cup che si conclude in trionfo per il club, che dopo un 5-0 in semifinale alla Lazio supera per 3-2 in finale i concittadini del Wacker con gol decisivo di Ernst Happel, proprio al 90'. È il preludio al 18º titolo, vinto nella successiva stagione 1951-1952 superando in volata l'Austria Vienna. Nel 1953 si ricorda una vittoria per 6-1 sugli inglesi dell'Arsenal; nel 1953-1954 si festeggia il 19º campionato, cui faranno seguito altri due trionfi in serie nel 1955-1956 e 1956-1957, per una squadra che non trova davvero rivali.
Nel 1955-1956 partecipa alla prima edizione della Coppa dei Campioni, benché solo terza nell'ultimo campionato nazionale, superando il PSV Eindhoven 6-1 e 0-1 negli ottavi di finale, e cedendo poi il passo al Milan nei quarti. In questi primi anni di Europa il Rapid ottiene il miglior risultato sconfiggendo 3-1 a domicilio il Real Madrid nel 1957 – con tripletta di Ernst Happel –  e superando 5-2 il Milan l'anno successivo a Vienna, ma non va mai oltre i quarti di finale.
Gli anni cinquanta sono caratterizzati dalla stella Robert Dienst, il miglior marcatore della storia della Bundesliga austriaca, della quale fu per tre volte capocannoniere (1951, 1953, 1954). Nel Rapid realizza 307 goals in 284 partite di campionato.

## Alti e bassi e la finale di Coppa delle Coppe
Gli anni sessanta si aprono con la vittoria del titolo, il 22º della storia, nel 1959-1960, con 4 punti di vantaggio sul Wiener Sport-Club, reduce da due successi consecutivi. Grazie a questa vittoria, nella Coppa dei Campioni 1960-1961 il Rapid inanella una serie di risultati che portano dritto alle semifinali, dopo aver eliminato Beşiktaş, Wismut Karl-Marx-Stadt e Malmö perdendo solo due partite. In semifinale però c'è il Benfica di Eusébio, Cavém e Coluna, tra gli altri. A Lisbona, finisce 3-0 per le aquile, davvero troppo forti. Al ritorno, pareggio per 1-1: niente finale, ma onore salvo, e stagione che si conclude con la vittoria della Coppa d'Austria in finale contro il First Vienna (3-1). È la quinta coppa della storia. Per il 23º titolo bisognerà aspettare il 1963-1964; nel frattempo la squadra assiste a tre successi consecutivi dei rivali violette, mentre nel derby con il Wiener SC (1962-1963, prima giornata) al Prater ci sono 74.000 spettatori, record di tutti i tempi per una partita del campionato austriaco.
Gli Hütteldorfer si rifanno conquistando il titolo anche nel 1966-1967 e nel 1967-1968, anno del double con la Coppa d'Austria, rivinta poi per la settima volta nel 1968-1969. Da notare che nella Coppa dei Campioni 1968-1969 i biancoverdi eliminano il Real Madrid con una vittoria (1-0) in casa e una sconfitta di misura (1-2) al Santiago Bernabéu. Dopo questo decennio di vittorie, uno dei più prolifici, si apre il decennio più povero, quello degli anni settanta. Solo due Coppe d'Austria, nel 1971-1972 – ai danni dello Sport-Club – e nel 1975-1976 – contro il Wacker Innsbruck – e molti secondi posti in campionato (1973, 1974, 1977, 1978). Questo nonostante la presenza in squadra di Hans Krankl, Scarpa d'oro 1978 con 41 gol stagionali, eroe dei Mondiali d'Argentina e trasferito a peso d'oro al Barcelona nella stessa estate. Degno di nota il cambio di nome, avvenuto nel 1978, in Sportklub Rapid Wien, denominazione che è ancora quella attuale. Nella primavera del 1981 lo storico stadio Pfarrwiese viene chiuso: all'ex-giocatore Gerhard Hanappi, ora architetto, era stato affidato già nel 1977 il progetto del nuovo stadio, il Weststadion, inizialmente non inteso come stadio del Rapid. Il trasferimento, dopo 70 anni, è un trasferimento fortunato perché dopo 14 anni di digiuno, nel 1981-1982 il Rapid conquista il 26º titolo nazionale, bissandolo nel 1982-1983 con il double campionato-coppa. Inizia un nuovo periodo di splendore, con una squadra che l'allenatore Otto Barić rende competitiva anche in Europa. Dopo aver rivinto la Coppa d'Austria nel 1983-1984 – 1-3 e 2-0 nella doppia finale con l'Austria – i biancoverdi travolgono tutti gli avversari nella Coppa delle Coppe 1984-1985: Beşiktaş, Celtic, Dynamo Dresda (5-0 a Vienna) e Dinamo Mosca superati per approdare alla finale – la prima del club in competizioni UEFA – del 15 maggio 1985 al Feijenoord Stadion di Rotterdam. L'Everton però si dimostra avversario insuperabile, a Krankl – ritornato dalla Spagna – va comunque ascritto il merito di aver segnato la prima rete di una squadra austriaca in una finale europea. Stagione che si conclude comunque con una festa, per la conquista della 12ª Coppa d'Austria, in un'"epica" finale con l'Austria Vienna: 1-1 al 90', 3-3 al 120', poi 6-5 ai rigori con il giovane portiere Michael Konsel che para a Türmer il rigore decisivo.

## Gli anni 1990 e la seconda finale di Coppa delle Coppe

Trifon Ivanov in contrasto su Alessandro Del Piero nella sfida di Champions League del 30 ottobre 1996 sul campo della

Dopo aver perso la finale di Coppa d'Austria davanti all'Austria Vienna vincitrice del double, nel 1986 i due club si ritrovano per la prima edizione della Supercoppa d'Austria: vittoria per 3-1 dei bianco-verdi. Nel 1986-1987 il Rapid ottiene il 6º double della sua storia, e sempre nel 1987 la seconda Supercoppa, ai danni dello Swarovski Tirol (2-1). La squadra di Barić continua a mietere successi: il 29º campionato, e la terza Supercoppa di fila – contro il sorprendente Kremser SC ai rigori - arrivano nel 1988, ma con il nuovo decennio arriva anche una imprevista crisi finanziaria: il club non riesce a tenere il passo di rivali che si rinforzano in continuazione, e non a caso gli anni novanta saranno quelli con il maggior numero di città rappresentate nell'albo d'oro del campionato, ormai diventato Bundesliga.
La "bandiera" Hans Krankl si siede in panchina, ma la squadra non va e inanella ben tre finali di coppa perse: 1990, 1991 e 1993 di fronte, rispettivamente, ad Austria Vienna, Stockerau e Wacker Innsbruck. Il punto più basso lo si raggiunge con la sconfitta per 0-5 in campionato contro il VSE St. Pölten. Nel 1993 il nuovo sponsor Bank Austria salva la squadra dal fallimento e, con Ernst Dokupil in panchina, lavora per ricostruire una squadra vincente. Già nel 1994-1995 il progetto porta in bacheca la 14ª Coppa d'Austria della storia, vinta sul Leoben per 1-0. Sconfitta in Supercoppa, la squadra si rifà nella stagione 1995-1996, la più emozionante della storia che proprio in quel periodo volgeva al centenario: Bundesliga dominata con 73 punti – sei in più dello Sturm Graz – e finale di Coppa delle Coppe, la seconda della storia. Sulla strada per Bruxelles, i romeni del Petrolul Ploiești, i portoghesi dello Sporting, i russi della Dinamo Mosca e gli olandesi del Feyenoord (queste ultime entrambe sconfitte 3-0 a Vienna) sono via via eliminati per arrivare, l'8 maggio 1996, a contendere il trofeo ai francesi del Paris Saint-Germain. Un solo gol di N'Gotty sbarrò per la seconda volta la strada di Hütteldorf alla coppa, davvero "maledetta". In campo quella sera c'erano: Konsel (come nel 1985), Schöttel, Ivanov, Hatz, Heraf; Kühbauer, Stöger, Guggi, Marasek; Stumpf, (sostituito da Barisic al 46') e Jancker.
Fu comunque festa in patria, davanti a 48.000 spettatori che applaudirono la squadra tributandole i giusti onori. L'anno dopo il Rapid si qualificò per la Champions League, dopo aver superato nel turno preliminare la Dynamo Kiev, e affrontò così squadre del calibro di Manchester United, Fenerbahçe e Juventus. Storico il pareggio (1-1) ottenuto a Vienna contro i bianconeri, campioni d'Europa in carica. Ma la prestigiosa, e remunerativa, partecipazione internazionale portava via energie preziose, così i biancoverdi furono clamorosamente sconfitti in Supercoppa, mai più vinta dopo il 1988, e lasciarono strada in campionato a rivali più fresche, come l'Austria Salisburgo. Negli anni seguenti Sturm Graz e Tirol Innsbruck tennero per ben sei stagioni consecutive il Meistershale lontano dalla capitale. Solo nel 2002-2003 Vienna tornò a trionfare, ma con l'Austria.
In questi anni un Rapid appannato finì spesso lontano dalla prima piazza, facendo temere una riedizione del grande digiuno degli anni settanta. Un caso a parte fu l'avventura in Coppa UEFA del 1997-1998, terminata agli ottavi di finale dopo l'eliminazione di Boby Brno, Hapoel Petah Tikva e Monaco 1860, davanti alla Lazio futura finalista. La dirigenza tentò varie mosse: ripescò Dokupil per il 2000-2001, e fu 2º posto; l'anno seguente ingaggiò Lothar Matthäus con la speranza di migliorare tale risultato, ma l'ex-Pallone d'oro portò invece la squadra al peggior piazzamento di sempre, un 8º posto a notevole distanza dal Tirol Innsbruck campione.

## Un nuovo inizio: gli anni 2000

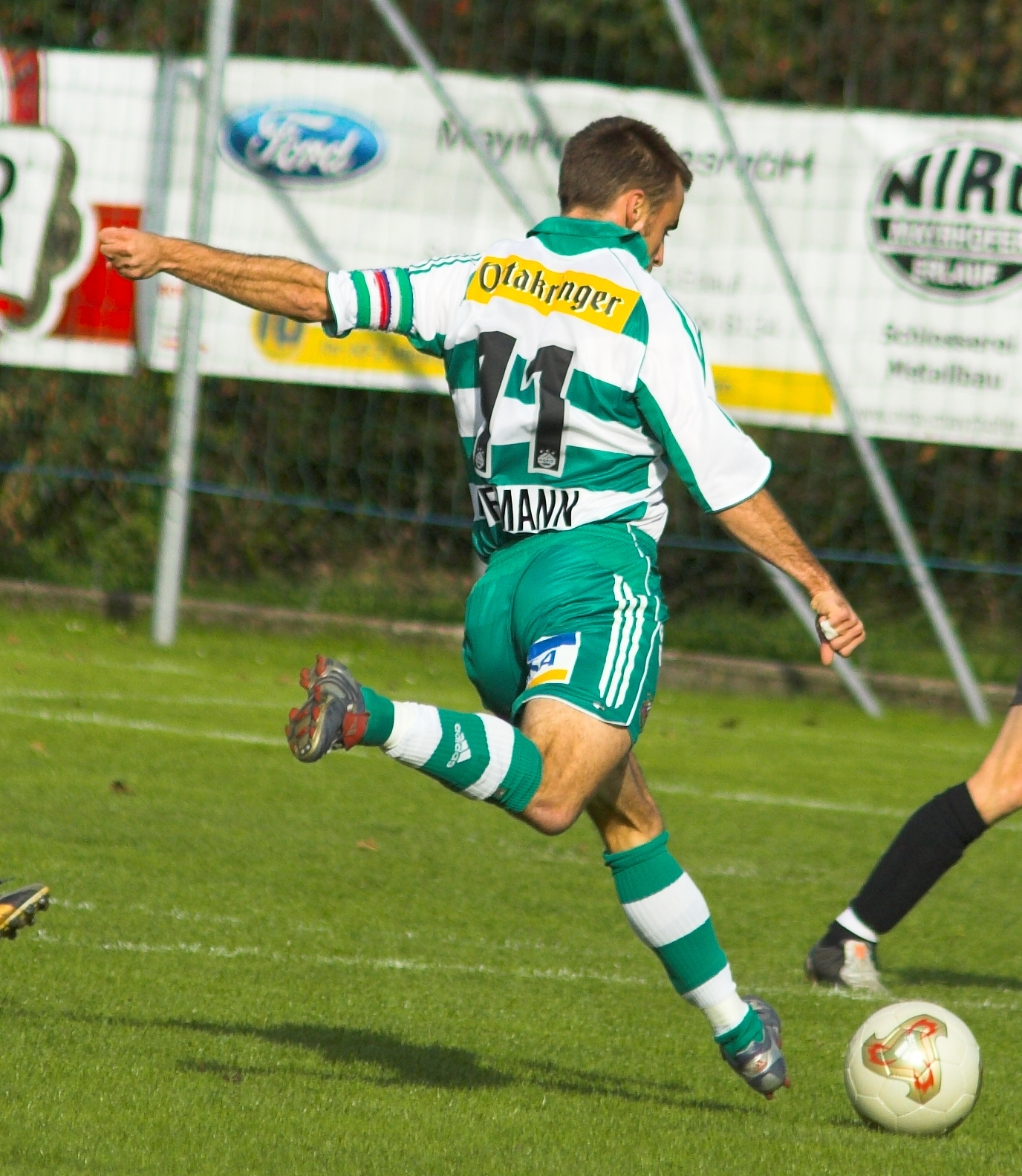
Steffen Hofmann, capitano e idolo dei tifosi

La radiazione per fallimento dei tirolesi consentì ad Austria Vienna e Grazer AK di festeggiare in campionato, ma per il Rapid si susseguivano i piazzamenti. Solo nella stagione 2004-2005 Josef Hickersberger, futuro C.T. della Nazionale, riuscì finalmente a sfatare il "tabù" e, dopo dieci anni, i biancoverdi festeggiarono la 31ª Bundesliga. Fu una stagione sofferta con arrivo in volata delle due viennesi e del GAK campione in carica. Dopo il duello in campionato, Rapid e Austria si ritrovarono in finale di Coppa d'Austria, ma non fu possibile ottenere il double perché gli orgogliosi violette si imposero 3-1.
Nella stagione 2005-2006 il Rapid, superando la Lokomotiv Mosca, si qualificò per la fase a gruppi della Champions League. In sei partite, rimediò altrettante sconfitte contro Bayern Monaco, Juventus e Bruges, e in campionato fu superata dall'Austria Vienna. Ma rimase comunque una stagione storica, e assai remunerativa per via dei diritti televisivi della Champions. L'anno seguente un campionato mediocre, chiuso al 4º posto, portò la società a cercare la qualificazione alla Coppa UEFA attraverso l'Intertoto, e con la vittoria sui russi del Rubin Kazan', il Rapid ottenne il primo trofeo ufficiale UEFA della sua storia, con annessa qualificazione alla Coppa UEFA. La vittoria dell'Intertoto 2007 costituisce in effetti il primo sigillo internazionale del club, che concluse la stagione 2007-2008 con il 32º titolo: alla vigilia degli Europei casalinghi, la squadra di Hofmann e dell'allenatore Pacult regolò Red Bull Salisburgo e Austria Vienna conquistando il titolo nazionale. Il sigillo arrivò con la vittoria, incredibile per le proporzioni assunte, per 7-0 a Salisburgo in casa della diretta inseguitrice. La formazione schierata in quell'occasione: Payer; Dober, Eder, Patocka, Thonhofer; Hofmann, Heikkinen (dal 76' Harding), Kulovits, Korkmaz (dall'89' Kavlak); Hoffer, Maierhofer (dal 72' Fabiano).
Nella stagione 2008-2009 il Rapid non è riuscito a difendere il titolo, arrivando secondo dietro al Salisburgo, e venendo eliminato al secondo turno preliminare della Champions League dai ciprioti dell'Anorthōsis. Nel 2009 si festeggiano inoltre i 110 anni di vita del sodalizio, celebrati ufficialmente con un'amichevole contro i vicecampioni inglesi del Liverpool, partita vinta 1-0 con un gol di Hofmann. Il 28 luglio 2009 viene ufficializzata la cessione di Erwin Hoffer al Napoli per 5 milioni di euro, la cessione più remunerativa della storia del calcio austriaco.
Nel settembre 2009 la IFFHS, «su richiesta di club, giornali e tifosi», dirama la lista del Club europeo del XX secolo, compilata in base ai risultati ottenuti nelle competizioni UEFA e nelle maggiori competizioni non-UEFA (Coppa Mitropa, Coppa Latina e Coppa delle Fiere), dove il Rapid è la prima squadra austriaca, nonché ventiduesima assoluta, con un coefficiente di 127,00.
Nella Bundesliga 2009-2010 il Rapid non va oltre il 3º posto, preceduto, oltreché dal Salisburgo campione, anche dall'Austria Vienna.
Le stagioni successive vedono il Rapid attestarsi stabilmente nella parte alta della classifica in campionato, chiudendo per diversi anni al 2º posto, quasi sempre alle spalle del Salisburgo.
Nella stagione 2015-2016, il Rapid riesce a tornare ai gironi di una competizione europea, qualificandosi per la fase a gironi dell'Europa League dopo aver superato nei preliminari di Champions League gli olandesi dell'Ajax ed essere poi eliminato dagli ucraini dello Shakhtar Donetsk ai playoff. Inserito nel Gruppo E, il Rapid Vienna chiude il girone al 1º posto con 15 punti, davanti al Villarreal, al Viktoria Plzeň e alla Dinamo Minsk. L'avventura dei viennesi termina però ai sedicesimi con due pesanti sconfitte per mano del Valencia. In campionato, la squadra chiude nuovamente al 2º posto.
Negli anni successivi, la squadra perde la finale di ÖFB-Cup 2016-2017 mentre nella stagione 2018-2019 torna a partecipare alla fase finale dell'Europa League. Infatti, dopo aver eliminato nei preliminari prima lo Slovan Bratislava e poi il FCSB, il Rapid viene inserito nel Gruppo G assieme a Villarreal, Rangers e Spartak Mosca, chiudendo al secondo posto con 10 punti. Viene quindi eliminato ai sedicesimi di finale dall'Inter.
Negli ultimi anni, la squadra ha alternato buoni piazzamenti in campionato con scarse prestazioni in coppa nazionale e nelle coppe europee, dove nelle stagioni 2022-2023 e 2023-2024 si è qualificata ai preliminari di Conference League. In entrambe le occasioni è stata però eliminata agli spareggi, nel 2022-2023 dal Vaduz mentre nel 2023-2024 dalla Fiorentina.